# Vidua raricola
Vidua raricola  (лат.) — вид птиц из семейства вдовушковых. Разные авторы относят его к разным семействам.

## Распространение
Обитают в Бенине, Буркина-Фасо, Камеруне, ЦАР, Гане, Гвинее, Кот-д’Ивуаре, Либерии, Нигерии, Сьерра-Леоне, Южном Судане и Того, а также в Судане, Эфиопии, Республике Конго, ДРК. Живут в саваннах и зарослях.

## Описание
Длина тела 10 см. Вес 10,5—15 г. Брачное оперение самца чёрное с зелёным отливом, хвост коричневый.

## Биология
Питаются мелкими семенами трав, которые подбирают с земли.
МСОП присвоил виду охранный статус LC.